# San-Gavino-di-Tenda
Pour les articles homonymes, voir San-Gavino.
San-Gavino-di-Tenda (San Gavinu di Tenda en langue corse) est une commune française située dans la circonscription départementale de la Haute-Corse et le territoire de la collectivité de  Corse.

## Géographie

### Situation
San-Gavino-di-Tenda est une commune du Nebbio (Nebbiu en langue corse), une microrégion située au nord de la Corse, entre la Balagne et la plaine de la Marana. Elle faisait partie de l'ancienne piève de Santo Pietro dans l'ancienne province du Nebbio.

### Géologie et relief
La commune marque en grande partie la séparation entre la Balagne et le Nebbio. Elle occupe une longue bande de terre s'étendant depuis la mer Méditerranée au nord-ouest jusqu'à un chaînon secondaire du Tenda au sud, et qui s'étale étroite par endroits, sur le versant oriental de la chaîne du Tenda. Ce vaste territoire inhabité, représente une partie des Agriates. Les rhyolites et les tufs ont donné des formes arrondies à la montagne s'étendant de la Cima d'Ifana jusqu'à Bocca di Sordali. Cet autre chaînon secondaire, indépendant de l'axe principal du massif de Tenda, délimite une région bien individualisée, séparée par la Sarra di Lubertaccia (299 m) qui est longée sur ses flancs méridionaux par la route D81. Au milieu de son territoire existe la zone de tir « Champ de tir de Casta-Sud ». Ce champ de tir délimité à son extrémité sud-ouest par Monte Ambrica et Cima a Muzzelli, est destiné à l'entraînement des militaires du 2e REP.
San-Gavino-di-Tenda est la plus longue commune de Corse, s’étirant du cœur du Nebbio à la mer, à travers le désert des Agriates où elle possède en indivis avec la commune de Santo-Pietro-di-Tenda 5 600 hectares qui résultent essentiellement de la transformation des anciens domaines emphytéotiques de Gênes en bien communaux restitués aux communes.
Limites communales

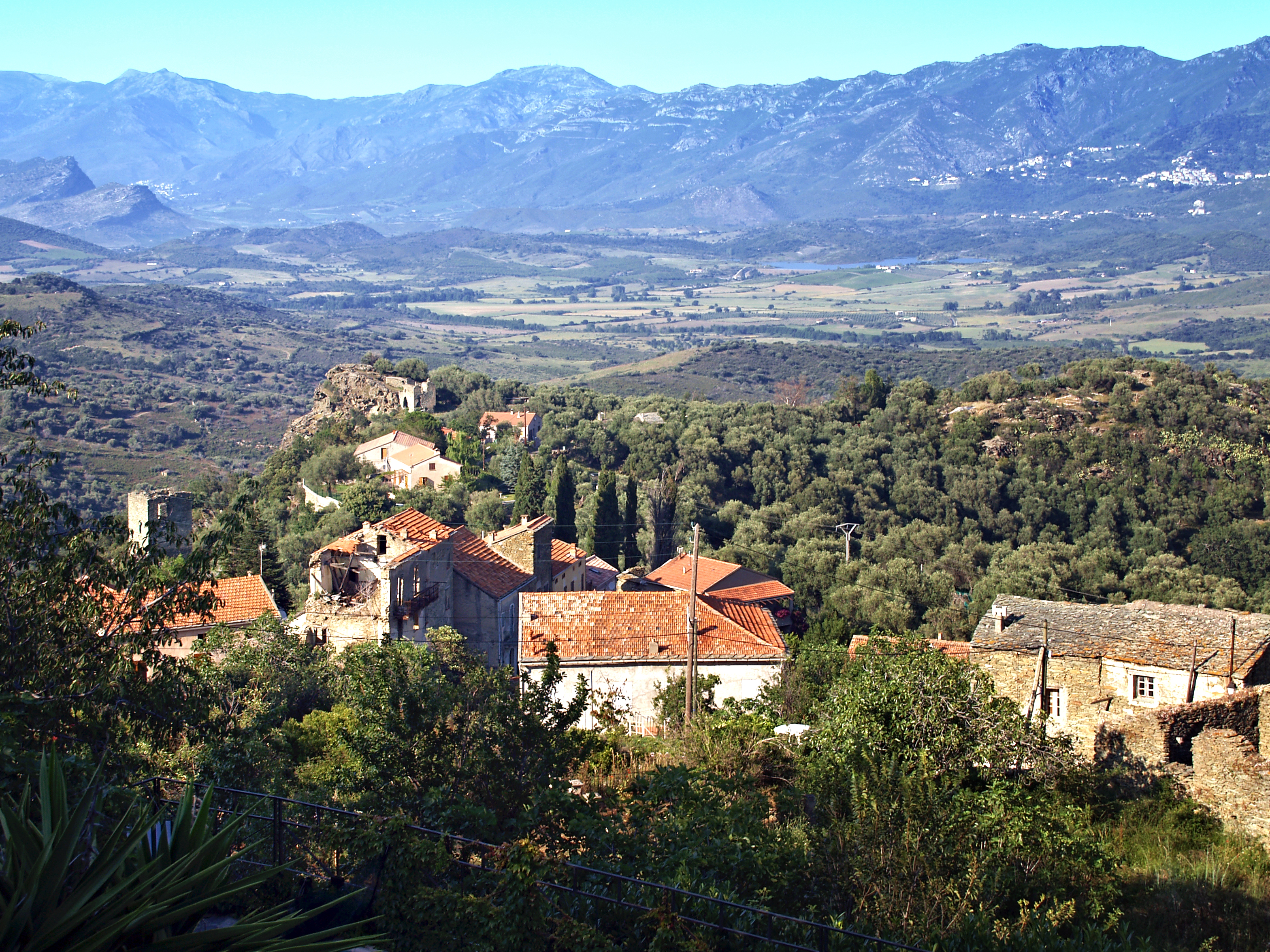
Vue sur la plaine d'Oletta.

- À l'ouest, depuis la Punta di l'Acciolu sur la côte des Agriates, son territoire occupe la moitié nord du versant oriental de la chaîne du Tenda qui est orientée NO-SE. Du littoral, la ligne de crête du Tenda s'élève jusqu'à un point à 1 380 m d'altitude au nord du Monte Astu. Elle est ponctuée par quelques remarquables sommets tels Cima di Ghinepero (493 m), Monte a la Rua (841 m), Monte Vicinasco (1 020 m), Monte Ambrica (1 063 m), Cima a Muzzelli (1 299 m) et Monte a l'Alturaia (1 271 m).
- Au nord-ouest, la façade maritime va de la Punta di l'Acciolu à la Cala di l'Arghiaghiu. Elle comporte la baie de l'Acciolu et la Punta di Solche, avec quatre petites plages de sable. C'est une côte inhospitalière n'offrant aucun abri à la navigation.
- À l'est, la démarcation emprunte le cours du ruisseau de Tettu[2], la Sarra di Debbione, passe par le Monte Arazza (400 m) « à cheval » sur San-Gavino-di-Tenda et Santo-Pietro-di-Tenda, se poursuit par Bocca di Vezzu col à 311 m, longe la D81 jusqu'au pont du Diavule (311 m), puis par une ligne quasiment droite orientée NO - SE coupant le « Champ de tir de Casta-Sud », arrive jusqu'au sud du village de Santo-Pietro-di-Tenda qu'elle contourne pour se prolonger en direction du nord-est. À hauteur de l'ancien couvent Santo Pietro, la démarcation prend le chemin existant qui mène à u Mulinu d'Isola sans l'atteindre.
- Au sud, la démarcation orientée à l'ouest, remonte en partie le cours de l'Aliso, passe par Monte A Costa (482|m), Cime de Petricali (825|m), Monte d'Alzareccia (1192|m), Monte di Peru (1321|m) pour atteindre le point précité, à 1 380 m d'altitude au nord du Monte Astu.

### Hydrographie
Située à l'abri des vents d'ouest dominants par la chaîne du Tenda, la commune dispose d'un réseau hydrographique dense sur un territoire qui est le plus long de l'île.
Dans le secteur des Agriates les plus importants cours d'eau sont le ruisseau de Valdu Castagnu qui se jette à la mer sous le nom de ruisseau de Sualelli (Palasca), et le ruisseau de Grottelle (ruisseau de Vadellare en aval de l'étang) qui apporte ses eaux à l'étang de Cannuta.

La partie centrale du territoire est un long corridor dans lequel s'écoule le ruisseau de Manichella, long de 4,7 km, affluent du ruisseau de Chierchiu lui-même affluent de l'Ostriconi.

La partie méridionale qui est une bande de terre orientée dans un axe ouest-est, est parcourue par le Fiumicellu (il porte en amont les noms de ruisseau d'Orticheta et de ruisseau de Teghiaccia). Le Fiumicellu sépare les communes de Santo-Pietro-di-Tenda et de San-Gavino-di-Tenda. Il est un affluent de l'Aliso dont une partie du cours délimite San-Gavino-di-Tenda et Piève.
Nombreuses sont les sources et fontaines partout dans la montagne. Autrefois, quelques moulins utilisaient la force des cours d'eau pour moudre les grains (mulinu di l'Onda devenue bergerie, moulin Lucciardi, moulin Casta).

### Climat et végétation

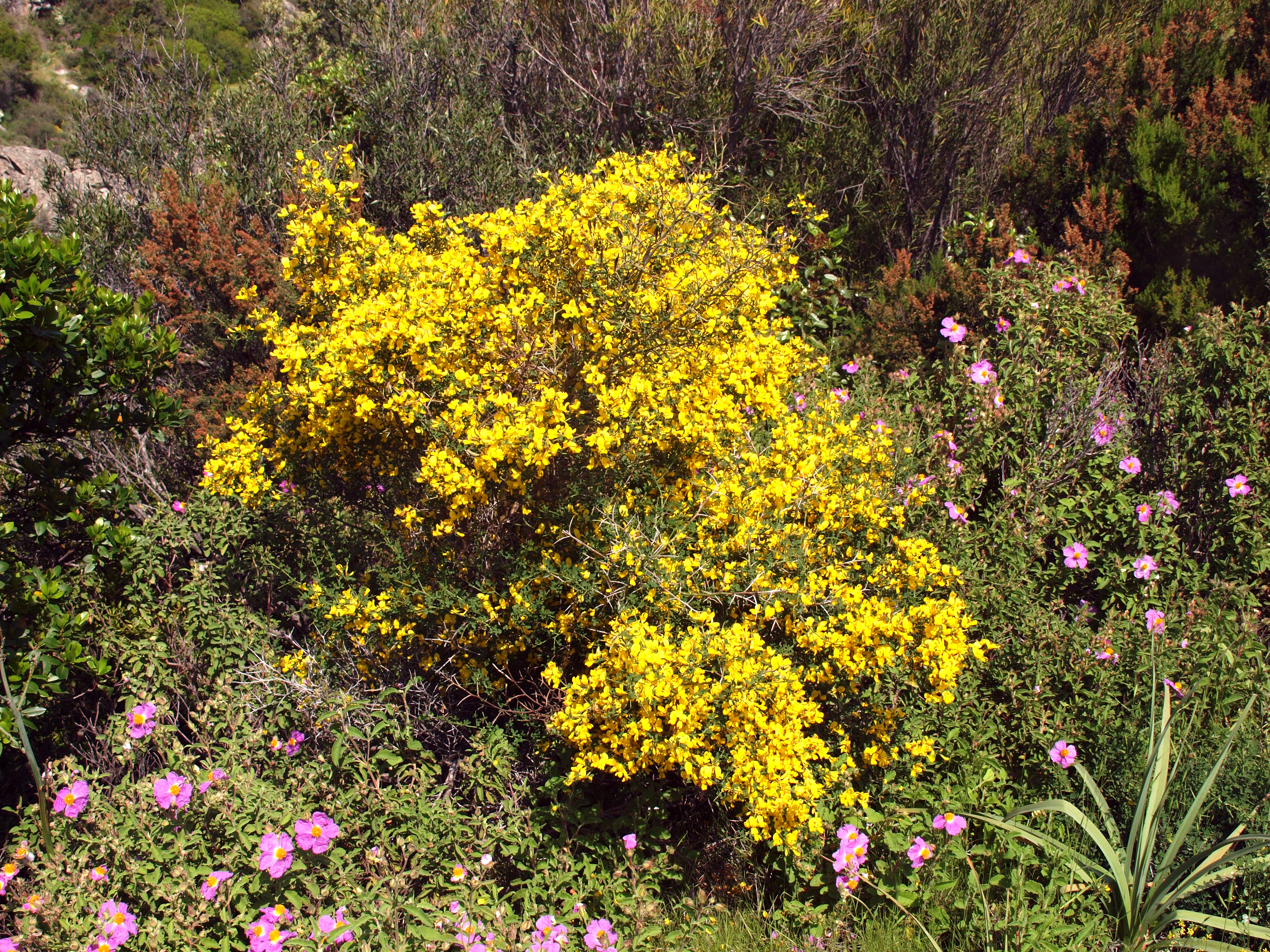
Genêt épineux.

Dans sa partie Agriate, soit la zone au nord exposée aux vents d'ouest dominant (mistral, ponant et libeccio), le territoire communal présente un aspect aride, avec des paysages faits de roches et d'un maquis méditerranéen classique, bas, formé pour l'essentiel de chênes verts, d'arbousiers, de bruyères, de lentisques, de genêts épineux, d'alaternes, de lauriers-tins, de cistes de Crête à fleurs roses, de cistes de Montpellier et cistes à feuilles de sauge à fleurs blanches, des romarins, des lavandes des îles d'Hyères et de moins fréquents genévriers cades.
Au sud, le territoire se trouve « sous le vent », protégé par la chaîne du Tenda et présente des paysages plus contrastés, avec une végétation arborescente faite d'oliviers séculaires et de chênes verts. 
Les ripisylves constituées essentiellement d'aulnes, de saules et de peupliers apportent une touche de fraîcheur. Le maquis y est impénétrable.

### Voies de communication et transports

#### Accès routiers
La commune n'est accessible que par la voie routière. 
Le village de San-Gavino-di-Tenda est l'un des sept villages en balcon desservis par la seule route D62 qui est la « route en corniche » du Nebbio. Celle-ci traverse les villages qui sont perchés à flanc de montagne du Sud de la microrégion. Il est situé à 2 km de Santo-Pietro-di-Tenda par la route D62.
Sa partie Agriate est traversé par la route D 81.  À l'ancienne maison cantonnière du Chierchiu située à l'extrémité nord-ouest de la commune d'Urtaca, un panneau Balagne marquant l'entrée en Balagne a été récemment placé sur la route qui traverse le Désert des Agriates.

#### Transports
San-Gavino-di-Tenda se trouve à 38 km du port de commerce de Bastia. L'aéroport le plus proche est l'aéroport de Bastia Poretta, à 32 km. La gare de Biguglia, gare la plus proche, est distante de 24 km.

## Urbanisme

### Typologie
Au 1er janvier 2024, San-Gavino-di-Tenda est catégorisée commune rurale à habitat dispersé, selon la nouvelle grille communale de densité à sept niveaux définie par l'Insee en 2022.
Elle est située hors unité urbaine. Par ailleurs la commune fait partie de l'aire d'attraction de Bastia, dont elle est une commune de la couronne,. Cette aire, qui regroupe 93 communes, est catégorisée dans les aires de 50 000 à moins de 200 000 habitants,.
La commune, bordée par la mer Méditerranée, est également une commune littorale au sens de la loi du 3 janvier 1986, dite loi littoral. Des dispositions spécifiques d’urbanisme s’y appliquent dès lors afin de préserver les espaces naturels, les sites, les paysages et l’équilibre écologique du littoral, tel le principe d'inconstructibilité, en dehors des espaces urbanisés, sur la bande littorale des 100 mètres, ou plus si le plan local d’urbanisme le prévoit.

### Occupation des sols
L'occupation des sols de la commune, telle qu'elle ressort de la base de données européenne d’occupation biophysique des sols Corine Land Cover (CLC), est marquée par l'importance des forêts et milieux semi-naturels (97,6 % en 2018), une proportion identique à celle de 1990 (97,6 %). La répartition détaillée en 2018 est la suivante : 
milieux à végétation arbustive et/ou herbacée (82,4 %), forêts (8,3 %), espaces ouverts, sans ou avec peu de végétation (6,9 %), zones agricoles hétérogènes (1,2 %), prairies (0,8 %), eaux maritimes (0,4 %). L'évolution de l’occupation des sols de la commune et de ses infrastructures peut être observée sur les différentes représentations cartographiques du territoire : la carte de Cassini (XVIIIe siècle), la carte d'état-major (1820-1866) et les cartes ou photos aériennes de l'IGN pour la période actuelle (1950 à aujourd'hui).

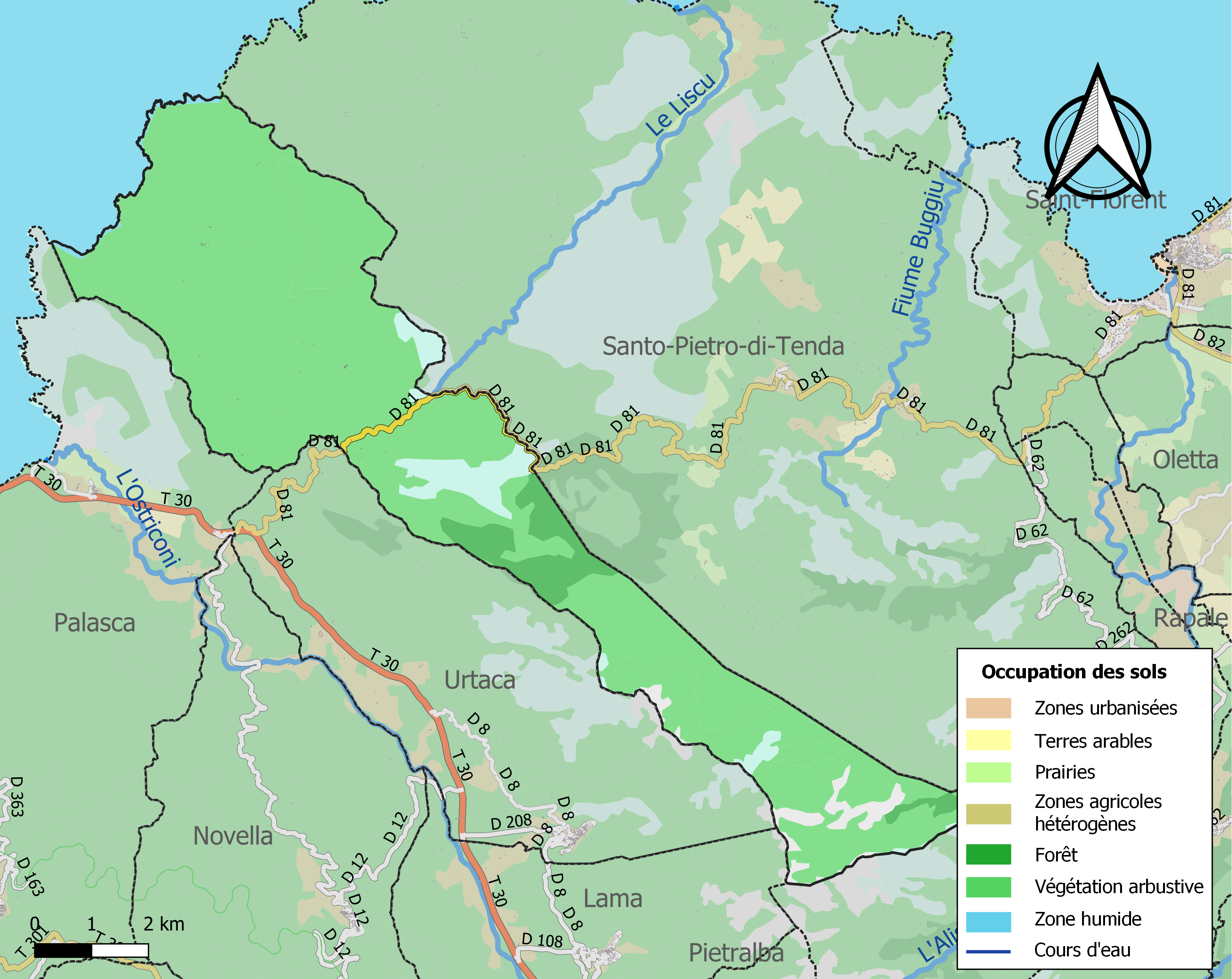
Carte des infrastructures et de l'occupation des sols de la commune en 2018 (CLC).

## Urbanisation

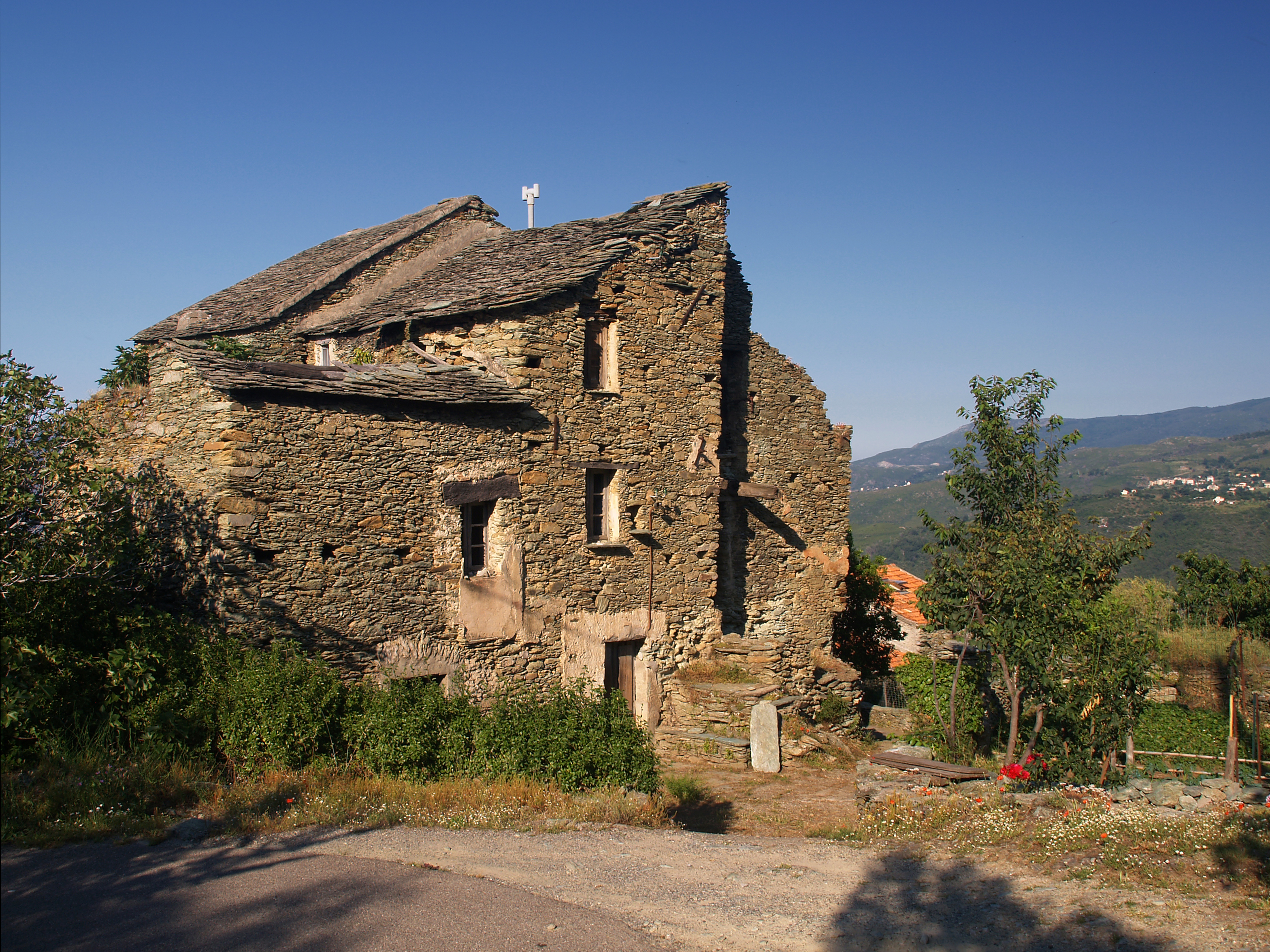
Maison ruinée du village.

San-Gavino-di-Tenda est un village « en balcon », pentu, qui offre une très belle vue sur le Nebbio. Il est bâti le long d'une arête rocheuse partant de Cima di Petricali, à une altitude moyenne de 400 m, et orientée dans un axe SO-NE. Il est composé de quatre hameaux proches : Chiesa, Fornacce, Catarello et Poggiale.
Le village est dominé par son église paroissiale San Gavino, construite dans le hameau supérieur.
Au nord-est du village, se trouve la chapelle de l'Annunziata.
Dans son territoire aux Agriates, autrefois parcouru par les bergers transhumants et habité par endroits, il ne subsiste que les ruines des anciennes bergeries de Terrice, de Luogo Pianu, etc. Proche d'Ifana, se situe la statue de saint Antoine.

## Histoire

### Moyen Âge

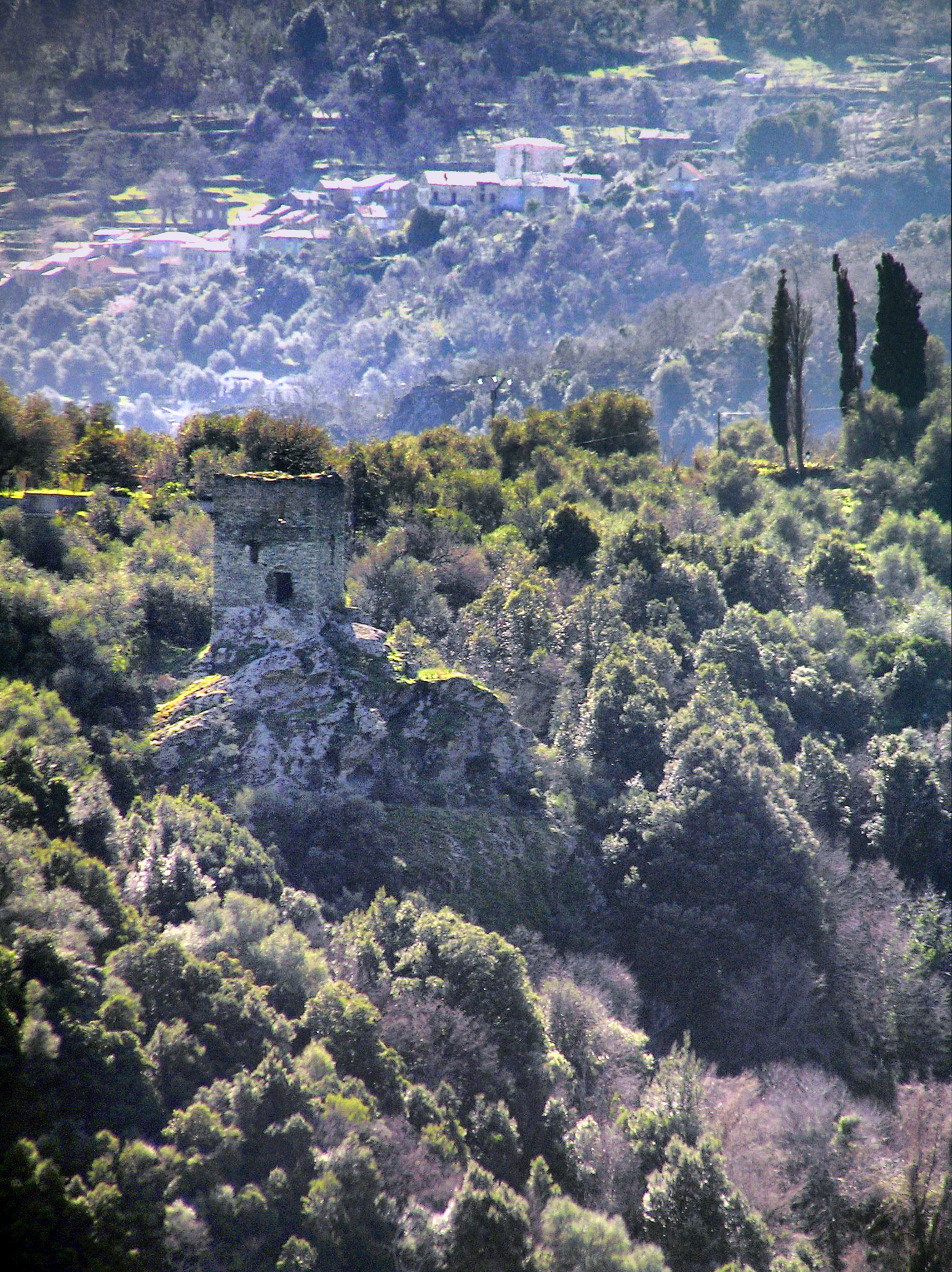
Tour génoise à Ombria.

Au XIIe siècle, le Nebbio vivait sous un régime de féodalité populaire associant le peuple aux affaires qu'avait créé Ugo Colonna. Ce régime populaire disparaît surtout à partir de la mort d'Arrigo Bel Messere, sauf dans quelques régions comme le Nebbio ou le Celavo.
Au XIIIe siècle le Nebbio est dominé par Giovanninello de Pietr'Allarretta un « cortinchi » qui possède douze châteaux au Nebbio.
Au XVe siècle, San-Gavino subit des raids sarrasins. Le premier village de San-Gavino, alors situé dans le bas du village actuel, est ravagé par les ottomans. Fornaci, aujourd'hui hameau de Fornacce, était devenu la résidence des évêques du Nebbio qui avaient déserté Nebbiu sur le littoral pour se mettre à l'abri des attaques des barbares.

### Temps modernes
Au début du XVIe siècle, San Gavino était un des lieux habités de la pieve de Santo Pietro. Santo Pietro comptait vers 1520 environ 1 200 habitants répartis dans les lieux habités qui avaient pour nom : li Vezzi, le Vitalacie, Lumito, lo Panello, Cazabonna, San Gavino, lu Chatarelo, Cazenove, Fornaci, le Monte, le Petragie.
- 1553 - L'hostilité des Corses envers les Génois, favorise l'occupation de la Corse par la France qui rallie à elle de nombreux insulaires.
- 1554 - Sampiero Corso, colonel-général français apparenté aux Ornano, écrase les Génois à la bocca di Tenda où Giacomo-Santo II Da Mare colonel français, petit-fils de Giacomo-Santo 1er  est tué.

Au début du XVIIIe siècle, la Pieve de Santo Pietro comptait 970 habitants répartis dans deux villes, San Gavino et Santo Pietro qui avait un couvent de frères Capucins.
- 1768 - Passant sous administration française, la pieve de Santo Pietro prend le nom de pieve de Tenda.
- 1789 - La Corse fait partie du royaume de France.
- 1790 - Avec la Révolution française est créé le département de Corse, puis en 1793, celui de El Golo (l'actuelle Haute-Corse).
- 1793 - La commune portait le nom de San Gavino. La pieve de Tenda devient le canton de San Gavino.
- 1801 - La commune porte encore le nom de San Gavino. Le canton de San Gavino devient canton de Tenda.
- 1828 - La commune prend le nom de San-Gavino-di-Tenda. Le canton de Tenda prend le nom de canton de Santo-Pietro-di-Tenda[15].

### Époque contemporaine
- 1954 - Le canton de Santo-Pietro-di-Tenda est formé avec les communes de San-Gavino-di-Tenda, Santo-Pietro-di-Tenda et Sorio. San-Gavino-di-Tenda comptait cette année-là 180 habitants[16].
- 1973 - Le canton du Haut-Nebbio est créé avec la fusion imposée des anciens cantons de Lama, Murato et Santo-Pietro-di-Tenda (chef-lieu Murato).
- 2014 - 11 novembre, inauguration du monument aux morts place de l'église.

## Politique et administration

### Liste des maires
| Période   | Période   | Identité        | Étiquette | Qualité  |
| --------- | --------- | --------------- | --------- | -------- |
| mars 2001 | 2008      | Marcel Mori     |           |          |
| mars 2008 | mars 2014 | François Grossi | DVG       |          |
| mars 2014 | En cours  | Christian Tomi  | DVG       | Retraité |

## Population et société

### Démographie
L'évolution du nombre d'habitants est connue à travers les recensements de la population effectués dans la commune depuis 1800. Pour les communes de moins de 10 000 habitants, une enquête de recensement portant sur toute la population est réalisée tous les cinq ans, les populations de référence des années intermédiaires étant quant à elles estimées par interpolation ou extrapolation. Pour la commune, le premier recensement exhaustif entrant dans le cadre du nouveau dispositif a été réalisé en 2004.

En 2022, la commune comptait 58 habitants, en évolution de −17,14 % par rapport à 2016 (Haute-Corse : +5,15 %, France hors Mayotte : +2,11 %).
| 1800 | 1806 | 1821 | 1831 | 1836 | 1841 | 1846 | 1851 | 1856 |
| ---- | ---- | ---- | ---- | ---- | ---- | ---- | ---- | ---- |
| 249  | 241  | 315  | 618  | 233  | 234  | 270  | 280  | 293  |

| 1861 | 1866 | 1872 | 1876 | 1881 | 1886 | 1891 | 1896 | 1901 |
| ---- | ---- | ---- | ---- | ---- | ---- | ---- | ---- | ---- |
| 304  | 277  | 270  | 279  | 258  | 265  | 300  | 326  | 485  |

| 1906 | 1911 | 1921 | 1926 | 1931 | 1936 | 1946 | 1954 | 1962 |
| ---- | ---- | ---- | ---- | ---- | ---- | ---- | ---- | ---- |
| 303  | 251  | 259  | 189  | 257  | 272  | 300  | 180  | 140  |

| 1968 | 1975 | 1982 | 1990 | 1999 | 2004 | 2006 | 2009 | 2014 |
| ---- | ---- | ---- | ---- | ---- | ---- | ---- | ---- | ---- |
| 97   | 86   | 70   | 47   | 56   | 50   | 50   | 54   | 65   |

| 2019 | 2022 | - | - | - | - | - | - | - |
| ---- | ---- | - | - | - | - | - | - | - |
| 57   | 58   | - | - | - | - | - | - | - |

### Enseignement
L'école primaire publique la plus proche se situe à Santo-Pietro-di-Tenda, distante de 2,5 km environ. Le collège le plus proche se situe à Biguglia (25 km), le collège d'enseignement secondaire est à Montesoro / Bastia (35 km).

### Santé
Le plus proche hôpital est le centre hospitalier général de Bastia, distant de 36 km. Des médecins se trouvent à Saint-Florent (18 km), où se trouvent une pharmacie, un cabinet de kinésithérapie, des infirmiers et un podologue.

### Cultes

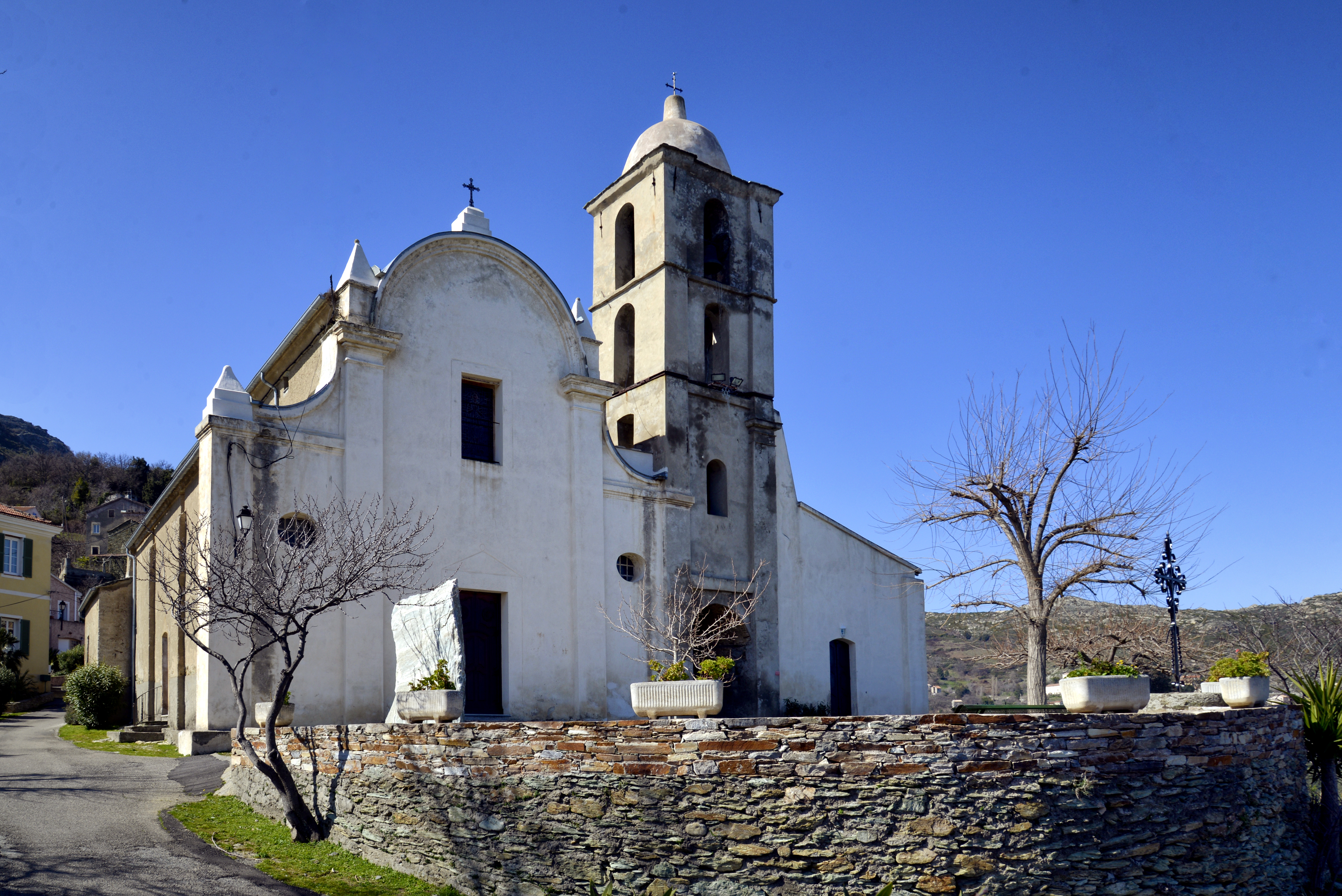
Église San Gavinu.

La paroisse (Église San Gavinu) relève du diocèse d'Ajaccio.

### Manifestations et festivités
- 14 juillet - Fête communale.
- 25 octobre - Saint-Gavin, fête patronale.

### Sports

#### Randonnées
- Sentier des Douaniers, entre mer et maquis, le long du littoral des Agriates.
- Sentier de Santo-Pietro-di-Tenda à San-Gavino-di-Tenda.
- Un itinéraire de randonnée conduit du haut du village au point culminant du massif de Tenda, le Monte Astu (1 537 m) avec possibilités de rejoindre Lama. Bien entretenu et balisé par l'association Nebbiu Rando, il offre de grandes échappées sur le Cap Corse et les sommets de Haute-Corse.

## Culture locale et patrimoine

### Lieux et monuments

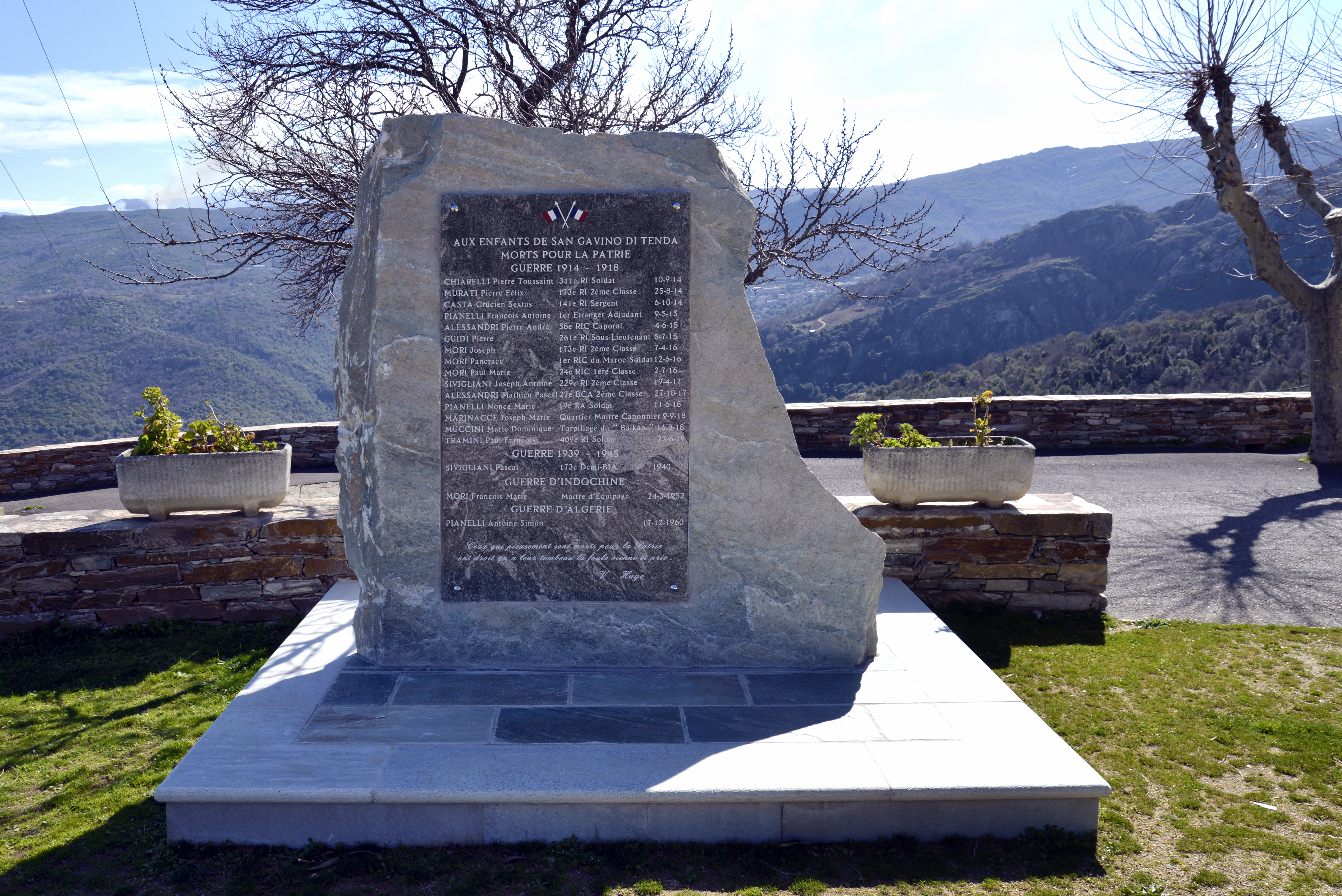
Monument aux morts.

#### Monument aux morts
San-Gavino-di-Tenda qui n'avait pas de monument aux morts, a inauguré le sien le 11 novembre 2014. Édifié sur la place de l’église, il remplace la plaque installée à l’intérieur de celle-ci. Le monument consiste en une grande dalle en pierre de Brando sur laquelle est apposée une plaque de marbre où sont inscrits les noms des hommes de la commune morts au combat.

#### Église San Gavino

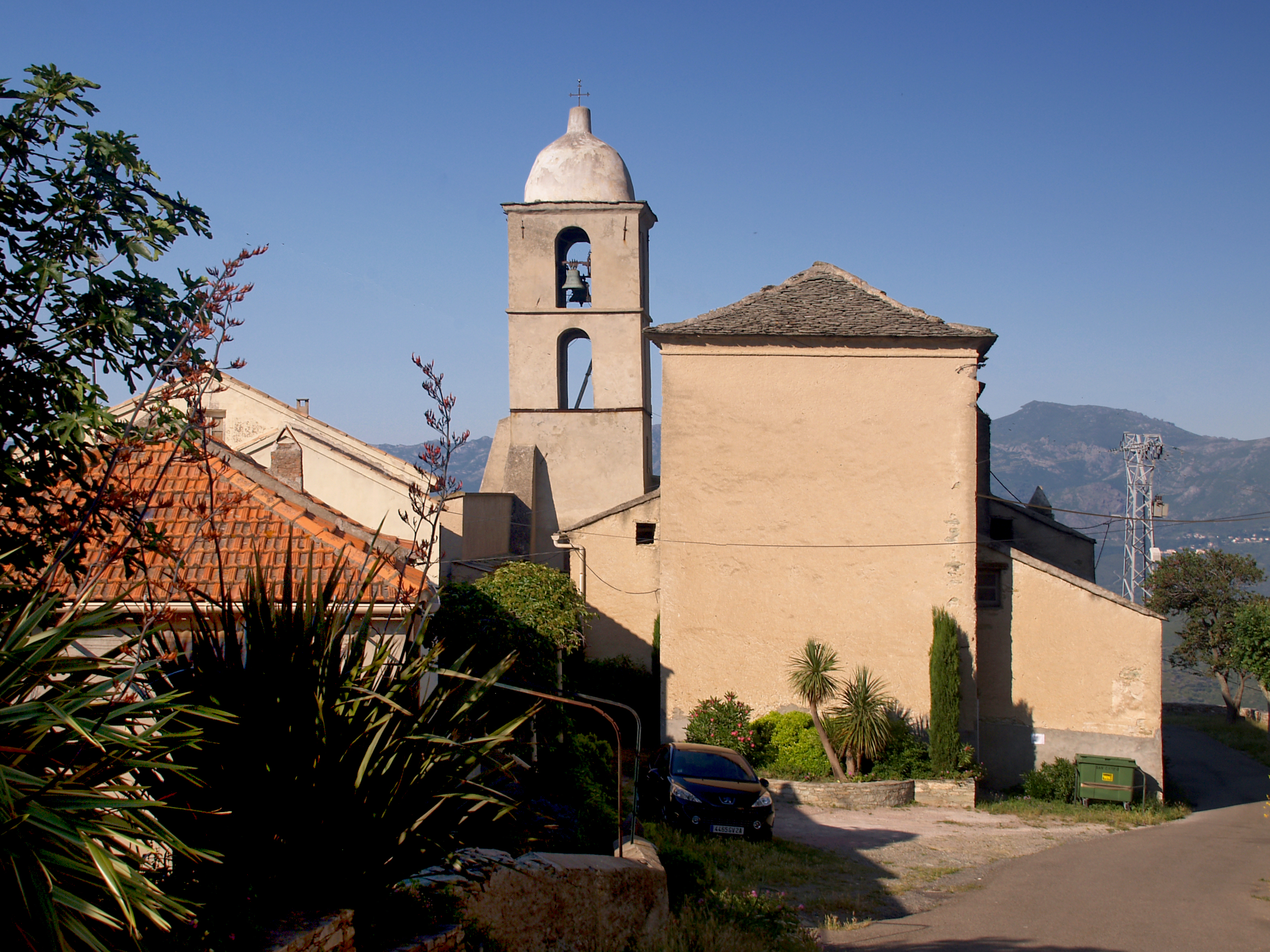
Église San Gavino.

L'église paroissiale San Gavino, datée du XVe siècle, a été bâtie sur un site médiéval avec des pierres de réemploi, puis remaniée.

#### Chapelle de l'Annunziata
La chapelle de l'Annonciation (Cappella di l'Annunciata) se situe au nord-est du village, à une centaine de mètres en contrebas.
L'Annunziata est fêtée le 25 mars.

#### Tours génoises
Il existe deux tours génoises construites pour la défense de la communauté de Fornacce (aujourd'hui hameau) où se trouvait l’ancienne résidence des évêques du Nebbiu, construite au XVe siècle. Le premier village de San Gavino dans le bas du village, ravagé par les Turcs, a été reconstruit au-dessus.

Ces tours ruinées, situées au nord du village, ne sont pas mentionnées sur les cartes. L'une d'entre elles se trouve au lieu-dit Ombria, au nord de la chapelle de l'Annunciata, sur un piton rocheux à 308 m d'altitude.

### Patrimoine naturel

#### ZNIEFF
San-Gavino-di-Tenda est concernée par 3 ZNIEFF :

##### Chênaie noire de la Vallée Noire
Cette ZNIEFF de 2e génération d'une superficie de 360 ha, s'étale sur Santo-Pietro-di-Tenda et sur San-Gavino-di-Tenda, à l'ouest du village de Santo-Pietro-di-Tenda. Elle est composée de quatre ensembles boisés s'étendant sur les versants nord de la chaîne du Tenda, au pied de la Cima a Muzelli.

##### Crêtes Mont Asto Mont St Angelo
Situé dans le nord de l'île, le massif du Tenda assure la transition entre la chaîne du Cap Corse et celle de San Petrone en Castagniccia. La zone concerne neuf communes. Les crêtes du Tenda apparaissent très dénudé avec une végétation arborescente pratiquement absente. Les causes sont principalement liées à la déforestation pour la mise en culture de terrasses. Celles-ci sont encore bien visibles.

##### Désert des Agriate

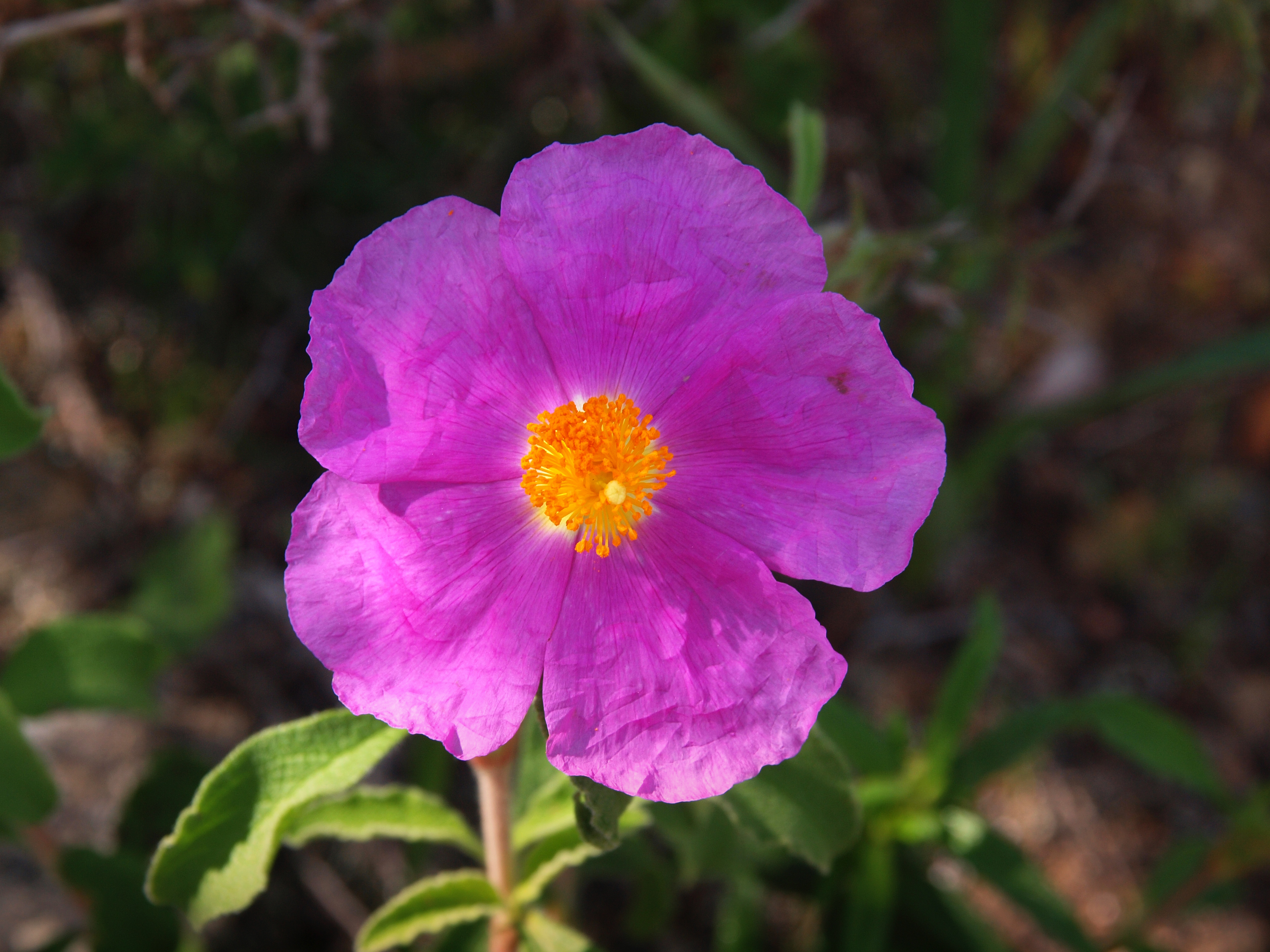
Ciste de Crête.

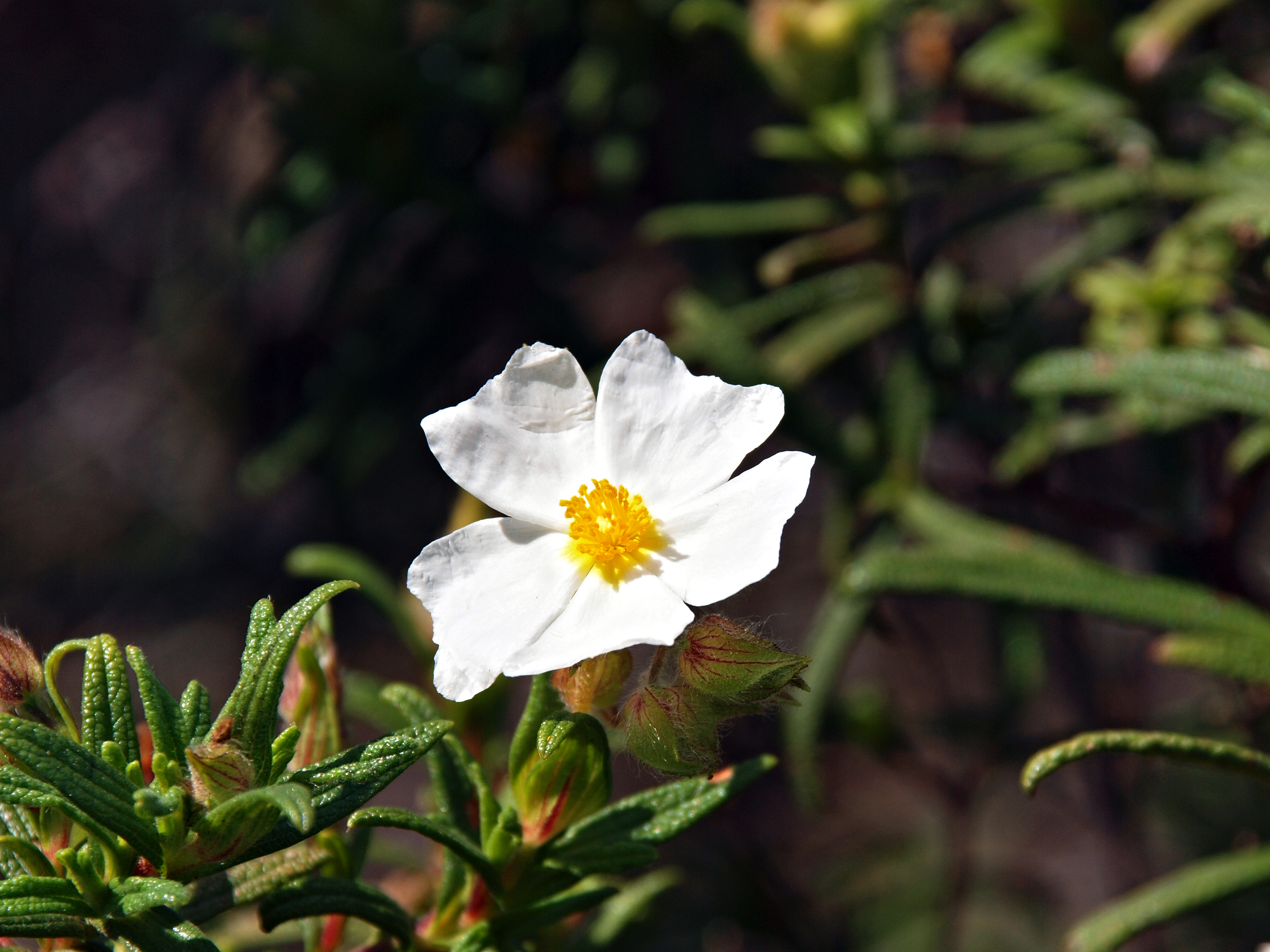
Cistus monspeliensis.

La zone concerne cinq communes pour une superficie de base de 11 731 ha.
Cima d'Ifana (478 mètres) qui est le point culminant des Agriate est située sur la commune de San-Gavino-di-Tenda. L'intérêt écologique, faunistique et floristique de cette zone naturelle repose sur les nombreuses espèces animales (oiseaux, reptiles, batraciens, insectes) et végétales recensées, reproducteurs et endémiques.

### Personnalités liées à la commune
- Siné. Le dessinateur y avait sa maison avant qu'elle ne soit détruite par un attentat.